# Comuna Mala Pobîvanka, Hadeaci
Mala Pobîvanka (în ucraineană Мала Побиванка) este o comună în raionul Hadeaci, regiunea Poltava, Ucraina, formată din satele Hlîboka Dolîna, Mala Pobîvanka (reședința) și Pîreatînșciîna.

## Demografie
Componența lingvistică a comunei Mala Pobîvanka
     Ucraineană (98,26%)
     Rusă (1,39%)
Conform recensământului din 2001, majoritatea populației comunei Mala Pobîvanka era vorbitoare de ucraineană (98,26%), existând în minoritate și vorbitori de rusă (1,39%).